# Ушакевич Василь
Васи́ль Ушаке́вич (Василь Львович Ушакевич; дати народженні і смерті невідомі) — львівський гравер на дереві другої половини XVII століття.

## Біографія
Жив і працював у Львові. У 1662—1670 роках був учителем (дидаскалом) школи при львівській Свято-Успенській православній церкві Львівського Успенського братства, керував шкільним хором.

## Творчість

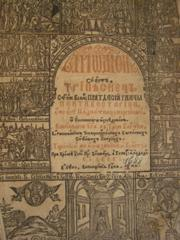
Тріодь цвітна. Львів, друкарня братства, 9 січня 1688

Відомі його гравюри датовані 1662—1667 роками. Зареєстровано 18 видань 1663—1708 років з гравюрами Ушакевича, що вказує на тривале використання його дощок. Ілюстрував видання друкарні Успенського братства: «Тріодь цвітна» (1663), «Тріодь пісна» (1664), «Апостол» (1666), «Євхологіон» (1668) і «Тріодь цвітна», видані в друкарні Михайла Сльозки (1666—1667).
Серед гравюр — титульні аркуші («Апостол», «Требник»), цілосторінкові композиції (апостоли Петро, Яків, Павло), невеликі за розміром однофігурні ілюстрації і сюжетні композиції «Вигнання з раю», «Ноїв ковчег», «Страшний суд» («Тріодь пісна»).
Гравюр Ушакевича, виконаних ним після 1670, не виявлено. У виданнях, починаючи з «Служебника» (1681), використовуються гравюри Василя Ушакевича, створені майстром у 1660 році.